# Madonna van de dierenriem
De Madonna van de dierenriem (Italiaans: Madonna dello Zodiaco) is een schilderij van Cosmè Tura. Het dankt zijn naam aan de dierenriem achter de Madonna die gedeeltelijk verloren is gegaan. De datering van de Madonna van de dierenriem is onzeker.  Sinds 1896 maakt het schilderij deel uit van de collectie van de Gallerie dell'Accademia in Venetië.

## Herkomst
Het schilderij is afkomstig uit Merlana in de buurt van Montagnata en behoorde ooit toe aan de familie Bertoldi. Het is mogelijk gemaakt voor de historische kapel van San Nicola (nu verwoest), die lange tijd een privé-kapel was van de familie Bertoldi. De Accademia kocht het schilderij in 1896 van Signore Coen Rocco-Luzzato uit Venetië.

## Voorstelling
In een geschilderde houten lijst staat de Madonna met het Kind in haar armen, tussen twee hangende trossen druiven, symbool voor de eucharistische wijn en daarmee het bloed van Jezus. In elke tros zit een vogel, rechts een distelvink, bekend symbool voor de passie van Christus, en links waarschijnlijk een rotskruiper. Die laatste vogel, die weinig voorkomt op schilderijen, zou symbool kunnen staan voor de wederopstanding.
Achter Maria, die met een lieve uitdrukking naar haar slapende zoon kijkt, is een deels met goud omlijnde dierenriem te zien die nu gedeeltelijk verdwenen is. Dit verwijst naar de rol van Christus als chronocrator, heer van de kosmische tijd. Vooral de tekens Waterman en Vissen zijn goed herkenbaar, terwijl andere zijn verdwenen. Dit soort symbolen zijn zeldzaam op religieuze werken. De leden van het hof van de hertogen van Ferrara hadden echter een brede smaak en veel interesse in astrologie. 
Maria draagt een blauwe mantel over een rood gewaad en heeft een witte sluier op haar hoofd die relief krijgt door de metalige plooien die kenmerkend zijn voor Tura's stijl. 
Onderaan op de geschilderde lijst staat de inscriptie "SVIGLIA EL TUO FIGLIO DOLCE MADRE PIA / PER FAR INFIN FELICE L'ALMA MIA" (Zoete Heilige Moeder maak je zoon wakker / zodat mijn ziel eindelijk geluk kan vinden). Deze tekst verwijst naar de toekomstige herrijzenis van Jezus. Het schilderij bevindt zich nog altijd in zijn renaissance lijst. Boven het werk is een lunet met engelen die het Christus-monogram IHS vasthouden, een symbool dat Bernardinus van Siena hielp verspreiden.

## Afbeeldingen

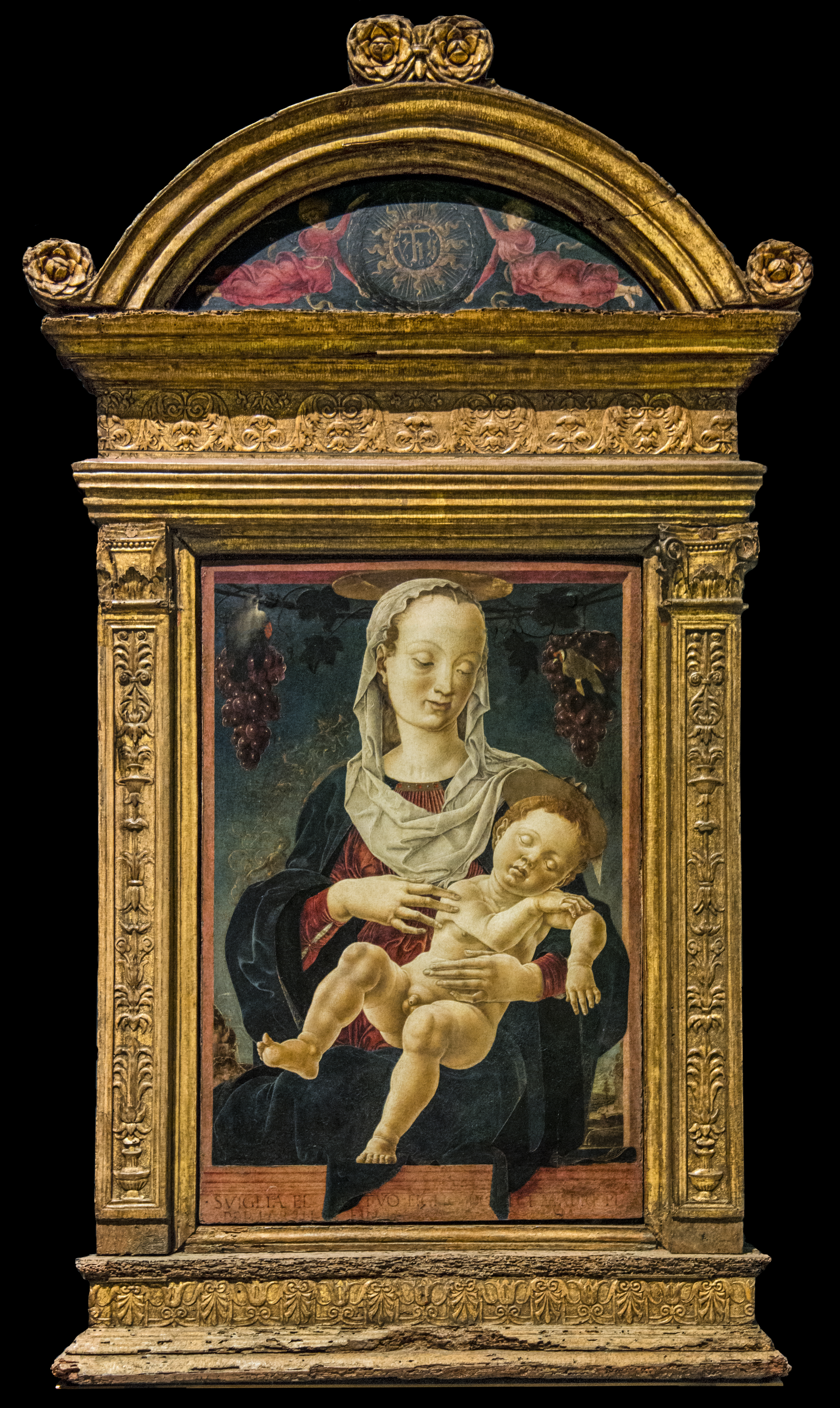
Het schilderij in zijn lijst
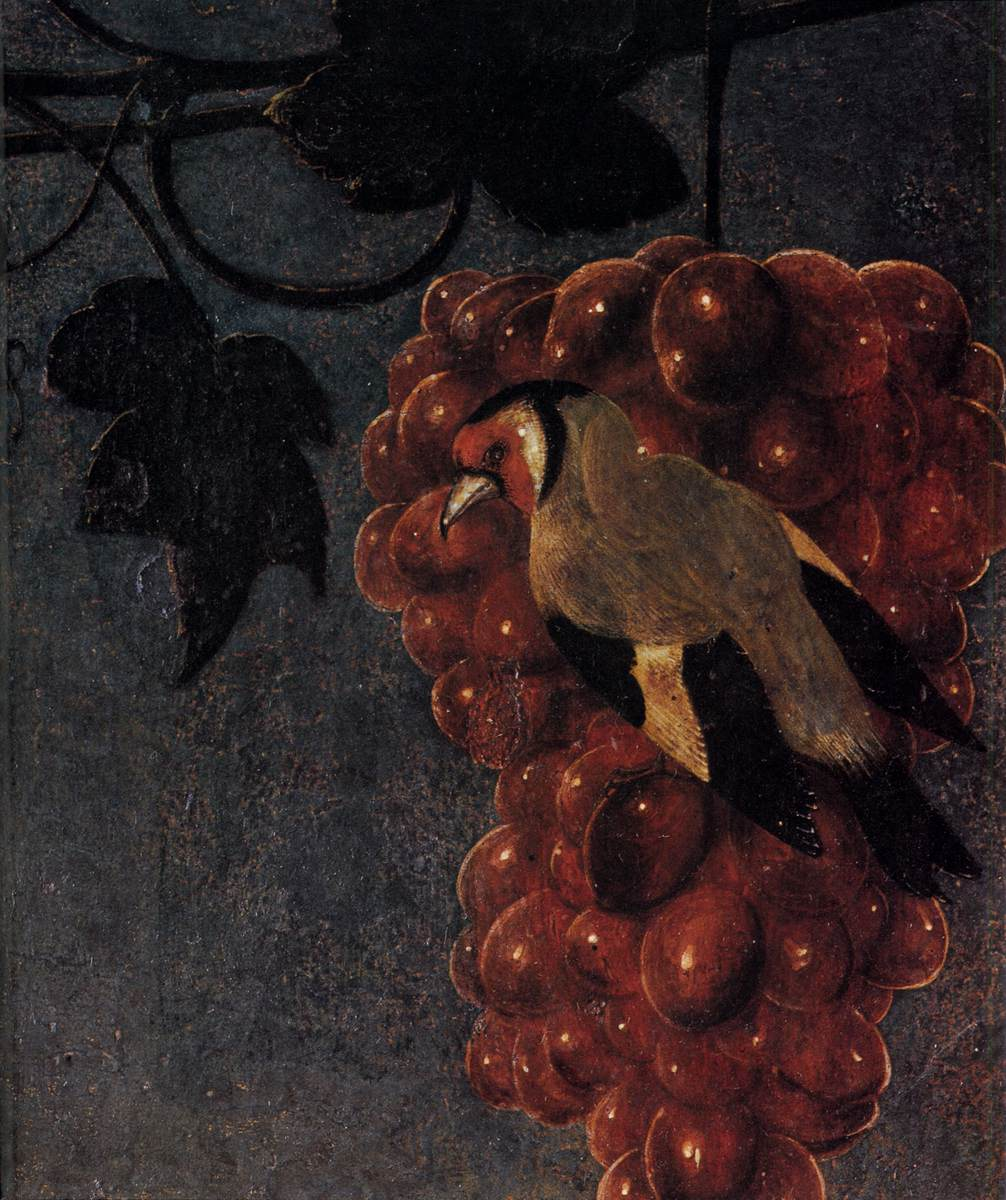
Detail